# José Tagarro
José Tagarro (* 30. März 1902 in Cartaxo, Distrikt Santarém; † 12. Juli 1931 in Lissabon) war ein portugiesischer Maler und Zeichner. Der jung verstorbene Maler galt als Repräsentant des Zweiten Modernismus in Portugal und als ein hoffnungsvolles Talent der portugiesischen Malerei.

## Leben
Tagarro studierte von 1920 bis 1927 an der Escola de Belas Artes in Lissabon, seine Mitstudenten waren unter anderem Sarah Afonso und Ruy Gameiro, der Sohn des bekannten Malers Roque Gameiro. 1929 hielt er sich für ein Studium an einer Kunstschule für einige Monate in Paris auf.
Tagarro nahm mit seinen Werken erstmals 1926 am 2. Salão de Outono sowie an den Salons der Sociedade Nacional de Belas Artes 1927 und 1930 teil. 1928 hatte er in Lissabon seine erste Einzelausstellung. Weitere Ausstellungen in Lissabon und Porto folgten. Er illustrierte auch Zeitschriften, so das Titelbild von Seara Nova. Als Maler war er in erster Linie als Porträtist tätig. So beeinflusste ihn der Fauvismus, Ferdinand Hodler, El Greco, Jean-Auguste-Dominique Ingres. Als Porträtist zeichnete er ein bedeutendes Bild vom Maler Roque Gameiro.
1945 wurde ein Kunstpreis für Malerei als Premio José Tagarro nach ihm benannt. In seiner Heimatstadt Cartaxo ist eine Straße nach ihm benannt.
Am 12. Juli 1931 starb der Maler im Alter von nur 29 Jahren an einer Meningitis.